# Sonate pour violon et piano no 1 de Prokofiev
Pour les articles homonymes, voir Sonate pour violon et piano.

La Sonate pour violon et piano no 1 en fa mineur opus 80 est une sonate de Sergueï Prokofiev. Composée entre 1938 et 1946, elle a été terminée deux ans après la seconde sonate pour violon et piano. Elle a été créée par David Oistrakh, son dédicataire, et le pianiste Lev Oborine le 23 octobre 1946 à Moscou.

## Analyse de l'œuvre
La sonate se compose de quatre mouvements:
1. Andante
2. Allegro brusco
3. Andante
4. Allegrissimo

L'œuvre dure environ 30 minutes.
Prokofiev a comparé les gammes de violon jouées glissando à la fin des 1er et 4e mouvements au « vent passant dans un cimetière ».
Pendant les répétitions, Oborin a joué un certain passage, marqué fort, trop doucement pour le goût de Prokofiev, qui a insisté sur le fait que ce passage devrait être plus agressif. Oborin a répondu qu'il craignait de couvrir le violon, mais Prokofiev a répondu : « Cela doit sonner de telle sorte que les gens doivent sauter sur leur siège, et se dirent : " Est-ce qu'il a perdu la tête ? " ».
Lors des funérailles de Prokofiev en 1953, les premier et troisième mouvements de cette sonate ont été interprétés par David Oistrakh et Samouïl Feinberg. Oistrakh estimait que « rien de ce qui a été écrit pour le violon depuis des décennies - où que ce soit dans le monde - n'égalait cette œuvre en beauté et en profondeur ».